# La Côte-Saint-André
La Côte-Saint-André és un municipi francès situat al departament de la Isèra i a la regió d'Alvèrnia-Roine-Alps. L'any 2012 tenia 4.838 habitants.
Hector Berlioz, un dels compositors més destacats de la música del Romanticisme, va néixer en aquest poble i hi va passar la seva infantesa. Es conserva la seva casa natal, habilitada com a Museu Berlioz, i anualment s'hi celebra un festival en honor del músic. El paisatgista neerlandès Johan Barthold Jongkind també hi va passar els darrers dotze anys de la seva vida, hi va deixar una gran quantitat d'aquarel·les i cada estiu s'organitza un concurs de pintura a La Côte-Saint-André, on està enterrat.